# 联合国安全理事会第1706号决议
联合国安理会1706号决议是联合国安全理事会于2006年8月31日在第5519次会议上通过的一项决议。该决议认为达尔富尔危机构成了对苏丹共和国、乍得和中非共和国的区域安全的威胁，表示将在充分尊重苏丹共和国主权的情况下协助解决苏丹面临的各种问题，欢迎非洲联盟为此作出的努力和《达尔富尔和平协议》。该决议应非盟的请求，决定在达尔富尔地区部署联苏特派团，以增援非洲联盟的特派团，监测并核查各方执行《达尔富尔和平协议》停火部分的执行情况，并在2006年年底将非盟的行动转变为联合国的行动。
俄罗斯、中国、卡塔尔三国弃权。